# Signífero

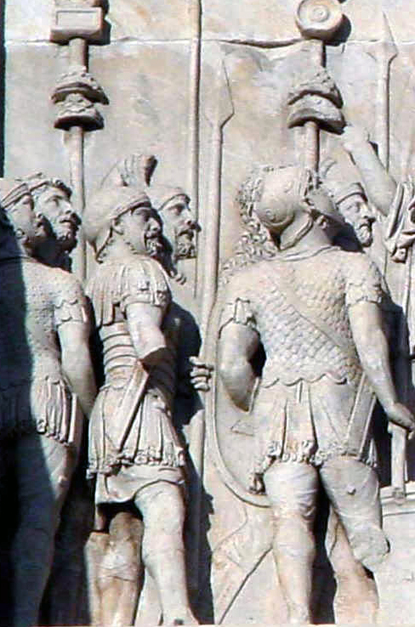
Relevos do Arco de Constantino em Roma, com vários signíferos portando signa de centúrias.

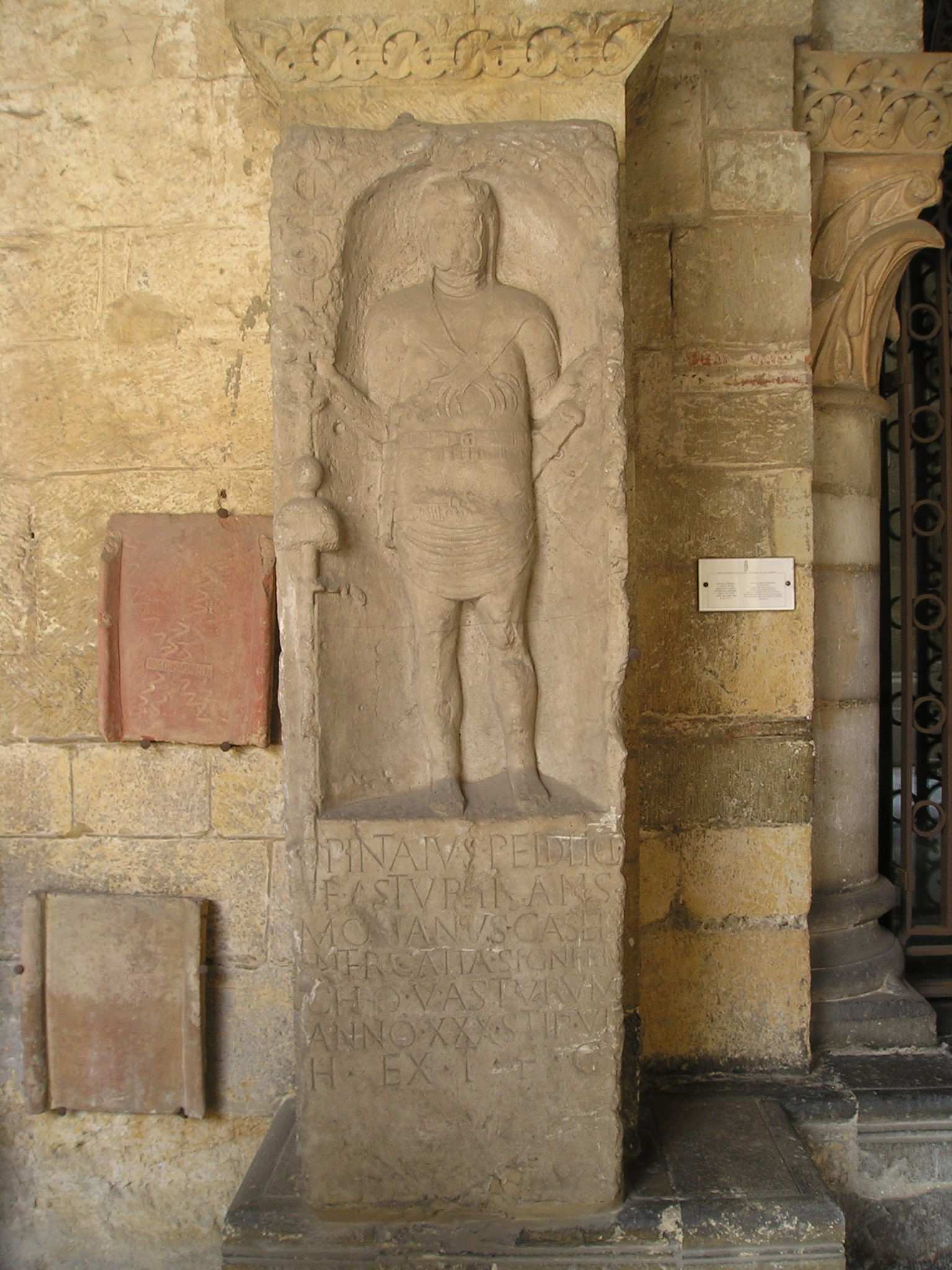
Epitáfio de Pintaio Pedícilo F, que foi signífero da a medidos do século I.

O signífero (em latim: signifer) era, nas unidades de infantaria do exército romano, um suboficial encarregue de portar o signo ou estandarte de cada centúria.
A sua categoria era a de miles principalis, e era eleito pelo seu valor, domínio do ofício militar e honradez. Também lhe era encomendada a custódia da caixa econômica da sua centúria, que, unida às do restante das centúrias, era custodiada no aedes ou capela dos principia do acampamento da unidade, capela na qual se encontravam os estandartes de cada legião ou coorte auxiliar quando não saíam as tropas ao campo.
Em cada centúria, o signífero dependia do centurião através do optio. Podia ascender a optio ou bem, nas legiões a aquilífero ou portador do áquila, a principal ensina da unidade, ou a imaginífero, portador do retrato do imperador, e nas unidades auxiliares o vexilário ou portador do vexilo ou bandeira da unidade.
Os signíferos desapareceram quando a dissolução do exército romano, no século V em ocidente, e sob Justiniano em oriente.